# 未
未（ひつじ、み）は、十二支のひとつ。通常十二支の中で第8番目に数えられる。
前は午、次は申である。

## 概要
- 未年は、西暦年を12で割って11が余る年が未の年となる（日本では新暦1月1日に始まるが、中国では旧暦1月1日に始まる）。なお、年を表す時の別名は協洽[1]。
- 未の月は旧暦6月（概ね新暦7月）。
- 未の刻は午後2時を中心とする約2時間。
- 未の方は北基準右廻り210°（南西よりやや南、南南西よりやや西、南西微南よりやや南）の方角である。
- 基本性質の五行に関しては諸説があり、古典などでは夏季に属することから火気（土用時は土旺）とされていたり[2]、後世の一部識者などの考察では土気に属する（根拠や裏付けは不明）といった説などが存在している[3][4]。六星占術では丑が欠如している子丑天中殺を「水星人」（水性である子丑が欠けている）として丑の五行を水性扱いとし、未が欠如している午未天中殺を「火星人」（火性である午未が欠けている）として未の五行を火性扱いとしている（天中殺・算命学・殺界・六星占術を参照）。
- 蔵干は本気が己、中気が乙、余気が丁。
- 陰陽は陰である。

## 伝承
『漢書』律暦志によると未は「昧」（まい：「暗い」の意味）。植物が鬱蒼と茂って暗く覆う状態を表しているとされる。『説文解字』によると「味」（み：「あじ」の意味）。果実が熟して滋味が生じた状態を表しているとされる。
後に覚え易くするために動物の「羊」が割り当てられた。

現代の日本では「羊」の字はヒツジを意味するが、中国ではヒツジだけでなくヤギ（山羊）やガゼル、レイヨウ（羚羊）も含めた言葉を意味し、ヒツジに限定する場合は「綿羊」と表記する。
ただし古代中国ではヒツジやガゼルは一般に見られる動物ではなかったので、ヤギが用いられることが多いようである。日本にはヒツジ、ヤギ共に生息しておらず、導入された家畜としても冷涼な環境を好むヒツジはほとんど普及せず、ヤギも九州の一部を除けば一般的ではなかったので、明治時代に実物が広く持ち込まれるまで、半ば想像上の動物に近い存在として表現されていた。
相場格言に「辰巳天井、午尻下がり、未辛抱、申酉騒ぐ。戌は笑い、亥固まる、子は繁栄、丑はつまずき、寅千里を走り、卯は跳ねる」があり、未年の相場は俗に辛抱の年といわれる。

## 未を含む干支
- 辛未
- 癸未
- 乙未
- 丁未
- 己未